# ماسپرو دنکوه
ماسپرو دنکوه (انگلیسی: Maspro Denkoh) شرکت الکترونیک ژاپنی است، که در سال ۱۹۵۵ تأسیس شد.